# Simon Stone
Simon Stone (* 19. srpna 1984 Basilej) je australský filmový a divadelní režisér, dramatik a herec. 

## Život a dílo
Narodil se v Basileji, vyrostl v Cambridge a v Melbourne. Jeho otec, biochemik Stuart Stone, v 45 letech zemřel v synově přítomnosti na infarkt, Simonovi tehdy bylo 12 let a později o tom mluvil jako o traumatu, které ovlivnilo jeho práci. 

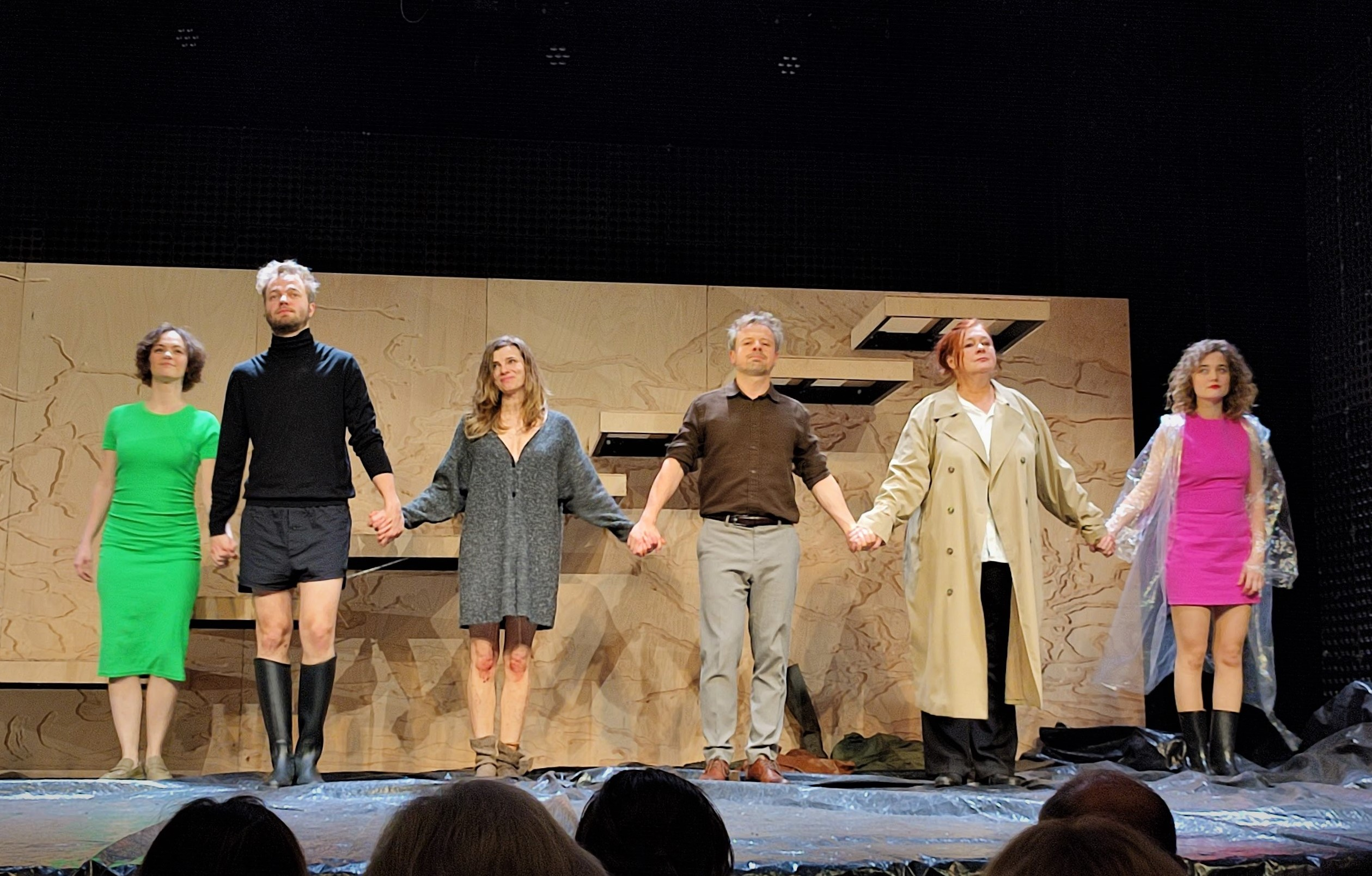
Herci po představení dramatu Yerma v divadle Rokoko v Praze 16.12.2022

Vystudoval filozofii a humanitní vědy na filozofické fakultě univerzity v Cambridgi a dramatická umění na Akademii umění na univerzitě v Melbourne. 
V roce 2007 založil nezávislou divadelní společnost The Hayloft Project, s níž vystupoval v Evropě i v Austrálii a která dosud působí v Sydney a v Melbourne. Nastudoval s ní své adaptace divadelních her světových autorů i své vlastní divadelní hry. Režíroval dvě desítky divadelních her i oper, které uvedl buď v divadle nebo ve filmu či v televizi. Natáčí také filmy podle vlastního scénáře a působí jako divadelní, filmový a televizní herec. V roce 2015 obdržel ve Vídni divadelní Nestroyovu cenu za režii.

## Díla uvedená v Česku
- Yerma – divadelní drama, na motivy hry Federica Garcíi Lorcy Pláňka, Stone téma převedl z minulosti a z venkova do současného Londýna a světa médií a byznysu, napsal nové dialogy a změnil konec, v němž podle Lorcy měl spáchat sebevraždu nešťastný John. Česká premiéra 10. června 2022 v Praze v divadle Rokoko český překlad Viktor Janiš, režie Marián Amsler, v hlavních rolích Nina Horáková a Viktor Dvořák, v dalších rolích Tomáš Havlínek, Eva Salzmannová, Petra Tenorová a Renáta Matějíčková.